# ユニオン駅 (ローリー)
ユニオン駅（英語：Union Station）はアメリカ合衆国ノースカロライナ州ローリーのダウンタウン、ウェスト・マーティン・ストリート510番地にある駅。ローリーの中心駅で、全米各地を結ぶ旅客鉄道のアムトラックが乗り入れている。

## 概要

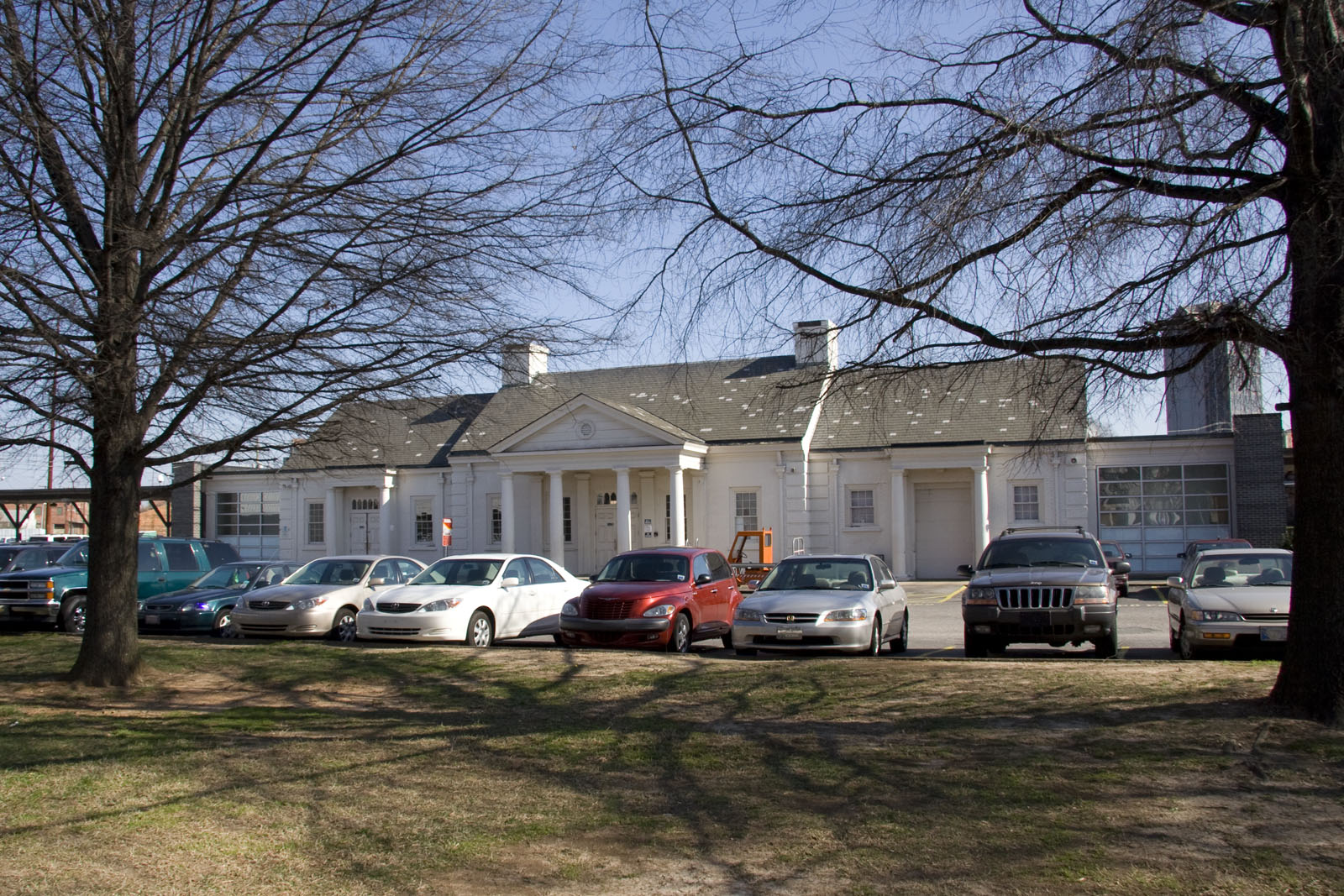
ウェスト・カバラス・ストリートにあった旧ローリー駅（2008年）

本駅開業前までアムトラックの発着に使われていた、ウェスト・カバラス・ストリートにあったレンガ造のローリー駅は1950年サザン鉄道によってナッシュ広場の西側にあった旧ユニオン駅から移転し、開業した。サザン鉄道は1964年にローリー駅を通る旅客列車の運行を中止したが、アムトラックは1986年に旧シーボード・エア・ライン鉄道ローリー駅から旧サザン鉄道ローリー駅に移転してきた。当時、ローリー駅は、アメリカ南東部とノースカロライナ州で最も忙しく、最も活発な駅の一つであったにもかかわらず、拡張のための余地がほとんどないデルタ線の南側に位置しており、また、旅客列車が本駅に停車していると本線が1本しかないため他の列車の運行の妨げになっていた。
そのため、2012年1月には、「ユニオン駅」と呼ばれるアムトラックと、路線バス、都市間バスの結節点として営業し、将来予想される通勤鉄道サービスや高速鉄道サービスの拡張のための提案に対し市長と市議会は、繁華街の西の旧ディロンサプライ倉庫を新しい交通ターミナルとして機能するように適応させるためのタスクフォースの勧告を承認した。駅や線路の設計は2013年に始まり、2014年後半に完了した。2015年3月3日ローリー市議会は資金調達を承認し、2015年5月、ローリー市長、ノースカロライナ州知事、ノースカロライナ州運輸省（NCDOT）長官等関係者を集め、ユニオン駅の起工式を挙行した。工事は2016年1月に始まり、2017年末に竣工、2018年に完成し、同年7月10日に開業した。7,980万ドルのプロジェクトは、高い天井が特徴のホール、チケットカウンターや小売店舗やレストランのための領域が含まれる旧ディロンサプライ倉庫を駅舎として使用するための用途変更工事、線路とプラットホームの建設、信号の改修工事を含んでいた。その後、同年8月1日に、旧ローリー駅は取り壊された。

## 利用可能な鉄道路線／列車
アムトラックの停車する列車は下記の通り。
ニューヨークとマイアミ間の夜行長距離列車シルバー・スター号…1日1往復停車
ニューヨークとシャーロット間の昼行長距離列車カロリニアン号 …1日1往復停車
ローリーとシャーロット間の昼行中距離列車ピードモント号 …1日3往復発着

## バス
当駅から乗車できるバスは以下の通り。
路線バス： ゴートライアングル (GoTriangle)
路線バス： ゴーローリー (GoRaleigh)